# Broeder Tuck

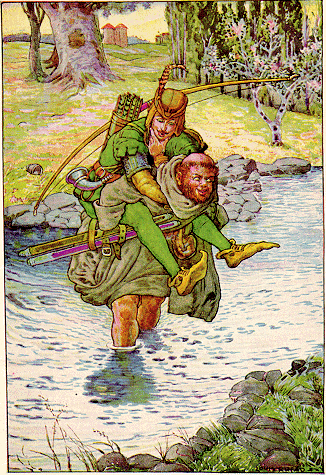
Broeder Tuck (onder) en Robin Hood, afgebeeld door Louis Rhead in Bold Robin Hood and His Outlaw Band: Their Famous Exploits in Sherwood Forest uit 1912.

Broeder Tuck of enkel Tuck is een personage uit de Robin Hood-legende. Hij is vooral een veelvoorkomend figuur in de moderne versies, waarin hij als een toegewijd persoon ook deel uitmaakt van Robins volgers. Broeder Tuck komt oorspronkelijk niet voor in de vroegste ballades, alleen in een episode-ballade genaamd Robin Hood and the Curtal Friar uit 1663 komt hij zonder naam voor. Hij verschijnt ook in een oud Robin Hood stuk uit 1475, genaamd "Robin Hood and the Knight". Het toneelstuk dat special opgevoerd werd tijdens de Mei-feestdagen in 1560 verteld een vergelijkbaar verhaal dat sprekend op de ballade "Robin Hood and The Curtial Friar" lijkt.
In de periode waarin Richard Leeuwenhart over Engeland regeerde, bestond er nog niet zoiets als een broeder of pater, daarom zal waarschijnlijk het personage bedacht zijn rond de 16e eeuw tijdens de (May days) mei-feestdagen en samen met het personage van Lady Marian zijn toegevoegd  aan de Robin Hood-legende. Na de 17e eeuw werd het karakter steeds meer uitgediept. Hij was een voormalige monnik afkomstig van Fountains Abbey (en in sommige gevallen St. Mary's Abbey nabij York) die verbannen was door zijn orde, vanwege zijn lakse houding tegenover autoriteiten. Vanwege dit en zijn lust naar goed eten en wijn, werd hij kapelaan binnen Robin Hood's volgelingen.
Historisch gezien, kan Broeder Tuck gebaseerd zijn op Robert Stafford, deze was een oud-broeder of frater die zich als vrijbuiter had bekeerd. Hij maakte met zijn volgelingen het gebied rond Sussex onveilig begin 15e eeuw. Hij gebruikte daarbij de bijnaam Frere Tuk, die waarschijnlijk opgepikt is door een balladeschrijver en hem heeft vereeuwigd in de Robin Hood-legende.

## Tuck in films en series

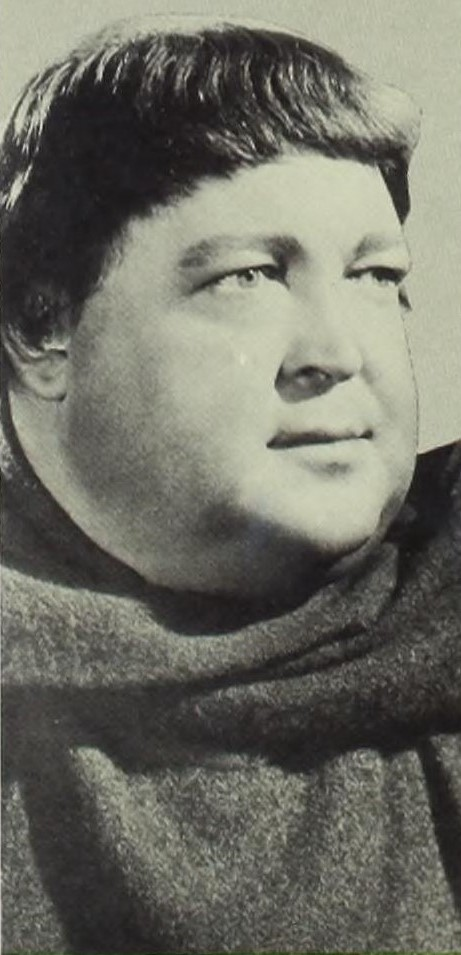
Alexander Gauge in zijn rol van Broeder Tuck (1955-60).

- In de film 'The Adventures of Robin Hood' (1938) wordt Broeder Tuck gespeeld door Eugene Pallette, die hem vertolkt als een dikke aan eten verslaafde monnik, die echter het zwaard zeer goed weet te hanteren.

- In de Britse televisieserie The Adventures of Robin Hood (1955-60) wordt hij door Alexander Gauge gespeeld. Hij is een dikke broeder en wijdt zijn leven aan goed eten. Hij is ook toegewijd aan de kerk en de arme mensen in zijn omgeving, hij doet er alles aan om deze mensen geen belasting te laten betalen aan de onderdrukkers. Verder helpt hij de kinderen te onderwijzen en zorgt hij voor onderdak voor de armen die moesten vluchten. Hij weet zijn macht en rechten van de kerk goed te gebruiken tegen de mannen van de sheriff.

- Phil Rose speelt Broeder Tuck in de serie Robin of Sherwood (1985). Hierin dient hij priester Hugo, de broer van de sheriff van Nottingham. Als hij onrecht ziet (Marion wordt gedwongen een bekentenis te doen onder bedreiging), verlaat hij het klooster en sluit zich bij de bende van Robin Hood aan.

- In de film 'Robin Hood: Prince of Thieves' uit (1991) wordt Broeder Tuck gespeeld door Mike McShane, die hem neerzet als een zwaarlijvige en meedogenloze frater, met een voorliefde voor bier.

- In de grappige Robin Hood versie 'men in tights' wordt de rol van broeder Tuck vertolkt in de persoon van rabbi Tuckman, gespeeld door Mel Brooks die de film tevens regisseerde. Rabbi Tuckman is in deze film een goedaardige verkoper van miswijn (die hij echter maar al te graag zelf drinkt en deelt met anderen), en 'mohel extraordinaire'. Dat laatste is volgens hemzelf een zeer belangrijk beroep omdat hij mannen besnijdt, iets wat de laatste trend is en waar de vrouwtjes massaal voor vallen. Daartoe heeft hij een kleine versie van een guillotine op zak.

- Mark Addy speelt Broeder Tuck in Robin Hood (2010), hij is een amateur imker en maakt van de bijenhoning sterke drank en gebruikt het middel ook om de Fransen te bestrijden.